# Federația Română de Judo
Federația Română de Judo (FRJ), este organismul de conducere activității de judo din România. Înființată în anul 1968, este membră a Comitetului Olimpic Român (COSR), a Federației Internaționale de Judo (IJF) și a Uniunii Europene de Judo (EJU).

## Istoric

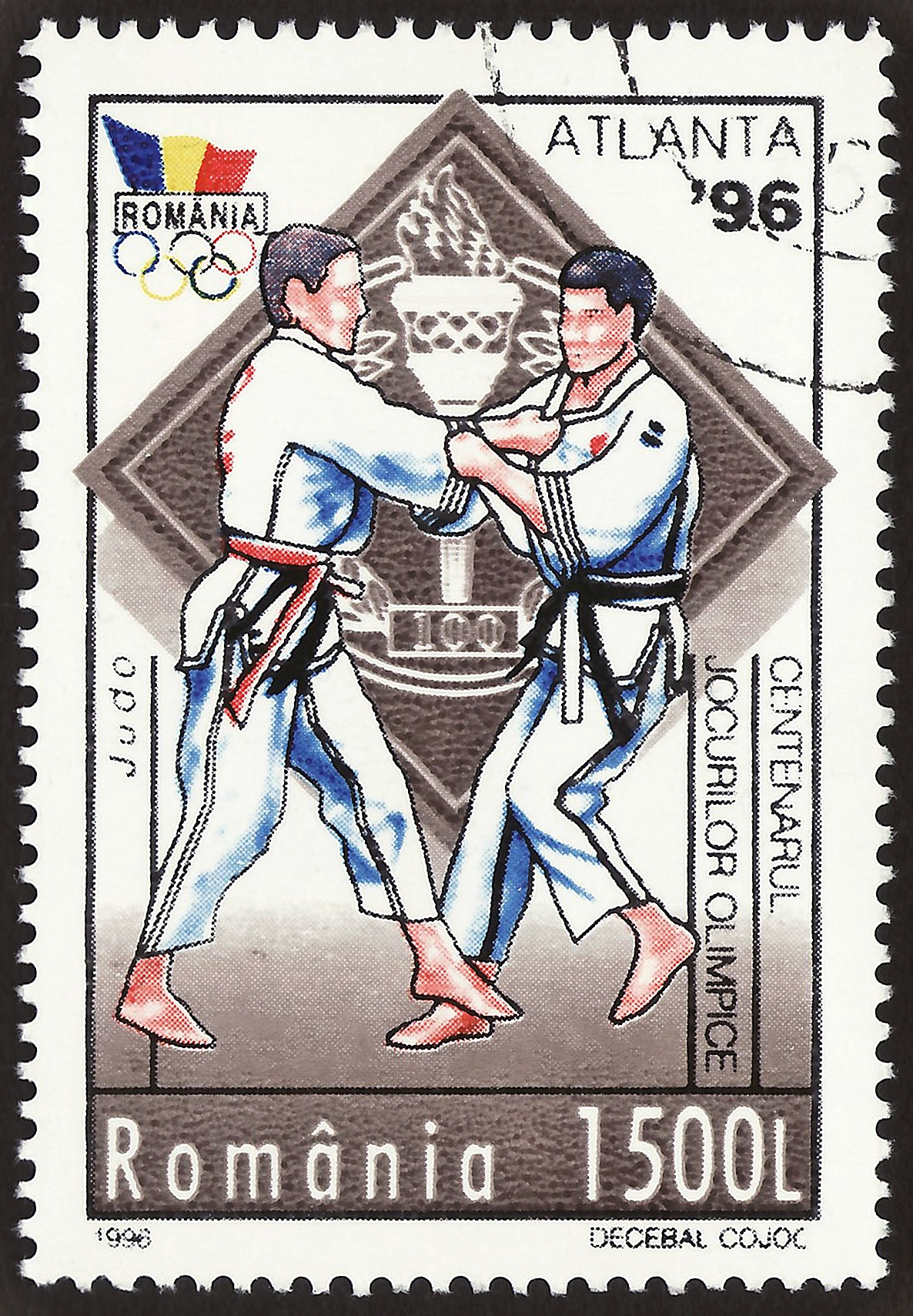
Timbru poștal comemorativ

La 21 mai 1968 a fost înființată Federația Română de Judo. Prima sesiune de antrenament a fost susținută de Takesse Matusaka și Sheizi Shinomaki. În primăvara anului 1969 au avut loc primele campionate internaționale românești.
Potrivit Institutul Național de Statistică, în 2019, erau legitimați la FRG, 3897 de sportivi, 183 de antrenori, 45 de instructori și 87 de arbitri.

## Președinți
- 2011-2013 Eduard Doandeș[3]
- 2013-2015 Doru Sapta[3]
- 2015-2017 Florin Lascău[4]
- 2017-2025 Cozmin Gușă[4]
- 2025-prezent Florin Bercean[5]

## Vezi și
- Sportul în România

## Legături externe
- Site web oficial